# Гіммелькрон
Гіммелькрон (нім. Himmelkron) — громада в Німеччині, розташована в землі Баварія. Підпорядковується адміністративному округу Верхня Франконія. Входить до складу району Кульмбах.
Площа — 23,05 км2. Населення становить 3489 ос. (станом на 31 грудня 2020).